# Pars-lès-Chavanges
Pars-lès-Chavanges – miejscowość i gmina we Francji, w regionie Grand Est, w departamencie Aube.
Według danych na rok 1990 gminę zamieszkiwało 80 osób, a gęstość zaludnienia wynosiła 9 osób/km².